# Zora Škrabalová
Zora Škrabalová (Valtice, 13 ottobre 1981) è un'ex cestista ceca.

## Carriera
Con la Rep. Ceca ha disputato i Campionati europei del 2011.